# Орикур
Орику́р (фр. Oricourt) — коммуна во Франции, находится в регионе Франш-Конте. Департамент — Верхняя Сона. Входит в состав кантона Виллерсексель. Округ коммуны — Люр.
Код INSEE коммуны — 70396.

## География
Коммуна расположена приблизительно в 340 км к юго-востоку от Парижа, в 50 км северо-восточнее Безансона, в 19 км к востоку от Везуля.
На северо-западе коммуны протекает небольшая река Лозен (фр. Lauzin).

## Население
Население коммуны на 2010 год составляло 34 человека.
| 1962 | 1968 | 1975 | 1982 | 1990 | 1999 | 2010 |
| ---- | ---- | ---- | ---- | ---- | ---- | ---- |
| 38   | 43   | 29   | 26   | 28   | 28   | 34   |

## Администрация
| Период | Период | Фамилия        | Партия | Примечания |
| ------ | ------ | -------------- | ------ | ---------- |
| 2001   | 2008   | Андре Лоншам   |        |            |
| 2008   | 2014   | Сильвен Моризо |        |            |

## Экономика
В 2010 году среди 17 человек трудоспособного возраста (15—64 лет) 14 были экономически активными, 3 — неактивными (показатель активности — 82,4 %, в 1999 году было 33,3 %). Из 14 активных жителей работали 12 человек (7 мужчин и 5 женщин), безработных было 2 (1 мужчина и 1 женщина). Среди 3 неактивных 1 человек был учеником или студентом, 1 — пенсионерами, 1 был неактивным по другим причинам.

## Достопримечательности
- Замок Орикур[англ.] (XIII век). Исторический памятник с 1984 года[3]

## Фотогалерея
- Замок Орикур
- Замок Орикур
- Замок Орикур
- Карта коммуны